# Модльница

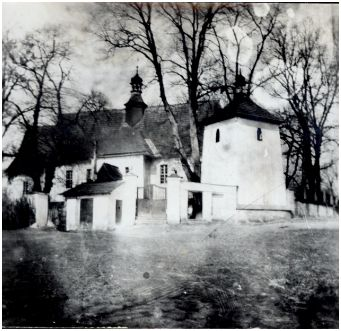
Церковь святого Войцеха и Пресвятой Девы Марии Скорбящей, фотография начала 20-х годов XX века

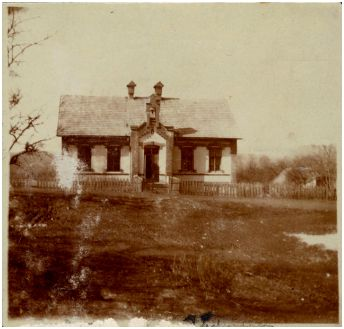
Начальная школа, фотография 1928 года

Модльни́ца (пол. Modlnica) — село в Польше в сельской гмине Велька-Весь Краковского повета Малопольского воеводства.

## География
Село располагается в 10 км от административного центра воеводства города Краков. Около села проходит краевая дорога № 94 Краков — Олькуш.

## История
Первое документированное упоминание о селе встречается в документе Болеслава Стыдливого от 1254 года. Во второй половине XVI века в селе была построена деревянная церковь святого Войцеха и Пресвятой Девы Марии Скорбящей, которая сохранилась до нашего времени. Во второй половине XVIII века в селе была построена усадьба, которая принадлежала шляхетской семье Конопка. В 1820 году в селе была открыта начальная школа.
В 1975—1998 годах село входило в состав Краковского воеводства.
В ноябре 2008 года на территории села было открыто городище лужицкой культуры.

## Население
По состоянию на 2013 год в селе проживало 1 481 человек.
| 1869 | 1880 | 2000 | 2001 | 2002 | 2004 | 2005 | 2006 | 2007 | 2009 | 2010 | 2011 | 2012 | 2013 |
| ---- | ---- | ---- | ---- | ---- | ---- | ---- | ---- | ---- | ---- | ---- | ---- | ---- | ---- |
| 495  | 537  | 1077 | 1080 | 1102 | 1137 | 1157 | 1155 | 1203 | 1282 | 1334 | 1389 | 1411 | 1481 |

| Перепись  | Всего   | Всего | Женщины | Женщины | Мужчины | Мужчины |
| --------- | ------- | ----- | ------- | ------- | ------- | ------- |
| Единицы   | человек | %     | человек | %       | человек | %       |
| Население | 1 481   | 100   | 752     | 50,7    | 729     | 49,3    |

## Достопримечательности
- Церковь Святого Войцеха и Пресвятой Девы Марии Скорбящей, построенная в 1553 году. Памятник культуры Малопольского воеводства[6].

## Известные жители и уроженцы
- Ян Карч (1892—1943) — польский полковник.